# Балясна Рива Наумівна
Ри́ва Нау́мівна Баля́сна (8 березня 1910, Радомисль — 1 жовтня 1980, Київ) — радянська єврейська поетеса. Жертва Сталінських репресій.

## Життєпис
У ранньому дитинстві лишилася без батьків і виховувалася в дитячому будинку. З п'ятнадцяти років розпочала свою трудову біографію — навчалася у взуттєвому фабзавучі, працювала робітницею пошивного цеху Першої взуттєвої київської фабрики.
Закінчила Київський Інститут народної освіти та аспірантуру при Інституті єврейської культури Національної академії наук УРСР. Під час Німецько-радянської війни перебувала в евакуації, в м. Уфі.
На початку свого творчого шляху Балясна належала до письменницьких організацій «Молодняк», ВУСПП. Брала активну участь у літературному житті республіки, будучи членом єврейської секції Спілці письменників України та редактором у видавництвах.
6 травня 1952 року письменниця була заарештована за звинуваченням у контрреволюційній націоналістичній діяльності. Під час слідства вона тяжко захворіла. Попри це, рішенням Особливої наради від 23 серпня 1952 року Балясна була засуджена на 10 років концтаборів.
По прибутті до зловісно знаменитої залізничної станції Інта неподалік Воркути, де було призначено відбувати строк покарання, Балясну просто з вагона на ношах перенесли в табірну лікарню. В табірному пункті для в'язнів-інвалідів письменниця перебувала понад чотири роки. На початку 1956 року була звільнена внаслідок перегляду її справи і реабілітації за відсутністю складу злочину.
Рива Балясна померла 1 жовтня 1980 року в Києві.

## Твори
Перша поетична збірка єврейською мовою «Переклик» побачила світ у 1934 році. Друга — «Світлі дороги» — 1940 р. Низку книжок видано в перекладі українською та російською мовами:
- «Стихи» (1934),
- «Дівчина з Іванкова» (1947),
- «Юнь моя»,
- «Снег и тишина» (1961),
- «В серці не згасаючи» (1967),
- «Вітри крилаті» (1971),
- «Четверть века» (1973).